# Mega Financial Holding Company
Die Mega Financial Holding Company (MFHC) ist ein taiwanischer Konzern mit Sitz in Taipei, der vor allem im Bereich der Finanzdienstleistungen aktiv ist. Es handelt sich um den drittgrößten börsennotierten Finanzkonzern der Republik China.

## Geschichte
Das Unternehmen wurde am 4. Februar 2002 durch einen Austausch von Aktien durch die Chiao Tung Bank Company (CTB) und die International Securities Company (IS) als CTB Holding Company gegründet und wird seitdem an der Taiwan Stock Exchange geführt. Am 22. August 2002 erwarb das Unternehmen einen Eigenkapitalanteil von 100 % an der Chung Hsing Bills Finance Corporation (CHBF) und der Barits Securities Corporation (BS) mittels Aktientausch. Am 31. Januar 2003 wurden International Securities und Barits Securities mit einer Enkelgesellschaft, der Chung Hsing Securities Corporation, zur Mega Securities Company (MSC) zusammengeführt, um die Wettbewerbsfähigkeit des Wertpapiergeschäfts der CTB Financial Holding verbessern.
Durch einen weiteren Aktientausch erwarb die CTB Financial Holding Company erneut am 31. Dezember 2002 einen Eigenkapitalanteil von 100 % an der International Commercial Bank of China (ICBC) und der Chung Kuo Insurance Company (CKI) und änderte den Namen des Konzerns in Mega Financial Holding Company. Anschließend wurde 2003 die Central Securities Investment Trust Corporation mit der Begründung Skalenerträge erreichen zu wollen zu einer direkten Tochtergesellschaft der Mega Financial Holding Company aufgewertet und in Mega Investment Trust Corp. (MITC) umbenannt. Infolge einer staatlichen Initiative zur Förderung finanzwirtschaftlicher Spezialisierung wurde des Weiteren im Dezember 2007 Mega Asset Management Co., Ltd. (MAM) gegründet.
Im September 2005 wurde ebenfalls die Chung Yin Insurance Agency Company zu einer direkten Tochtergesellschaft erweitert und in Mega Life Insurance Agency Co., Ltd. (MLIA) umbenannt, bevor im Dezember 2005 die Gründung der Mega Venture Capital Company mit einem Startfonds im Wert von NT$ 1.000 Millionen erfolgte und die Mega Financial Holding Company einen wesentlichen Anteil der Taiwan Business Bank aufkaufte. Dem Ratschlag eines Beratungsunternehmens folgend, fusionierten im August 2006 die beiden Bankabteilungen der Mega Financial Holding Company – ICBC und CTB – zur Mega International Commercial Bank Company (MICB). Die MICB wurde danach dazu genutzt gemeinsam mit der MFHC den 2005 erworbenen International Investment Trust auf eine Fusion mit der MITC zum Mega International Investment Trust (MIIT) vorzubereiten, die 2007 stattfand.

## Tochtergesellschaften
- Mega International Commercial Bank Co., Ltd.
- Mega Bills Finance Company
- Chung Kuo Insurance Company
- Mega Securities Company
- Mega International Investment Trust Company
- Mega Asset Management Company
- Mega Life Insurance Agency Company
- Mega Venture Capital Company

## Organisation
Ende 2011 gehörten MFHC acht Tochtergesellschaften in diversen Teilen des Finanzsektors an. Der Konzern hat insgesamt 187 Filialen in Taiwan sowie 40 Niederlassungen im Ausland und beschäftigt 8.474 Angestellte weltweit. Die Marktkapitalisierung der Mega Financial Holding Company beträgt NT$ 225 Mrd. und stellt somit den drittgrößten der 15 börsennotierten taiwanesischen Finanzkonzerne dar.Stand: Dezember 2011

## Führungspersonal
- Vorsitzender: Yeou-Tsair Tsai
- Präsident: Kuang-Si Shiu